# Estola hirsuta
Estola hirsuta là một loài bọ cánh cứng trong họ Cerambycidae.